# Alexander Michailowitsch Samarin
Alexander Michailowitsch Samarin (russisch Александр Михайлович Самарин; * 14. Augustjul. / 27. August 1902greg. im Dorf Sakony im Ujesd Ardatow, Gouvernement Nischni Nowgorod; † 20. Mai 1970 in Moskau) war ein russischer Metallurg und Hochschullehrer.

## Leben
Samarin schloss 1917 die städtische Schule in Ardatow ab. 1921–1924 studierte er an der RabFak in Nischni Nowgorod. 1930 schloss er das Studium an der metallurgischen Fakultät der Bergakademie Moskau ab. 1932–1934 war er wissenschaftlicher Mitarbeiter Nikolai Tschischewskis im Moskauer Stahlinstitut (MISiS entsprechend Moskauer Stalin-Institut für Stahl, dann Moskauer Institut für Stahl und Legierungen (russ. Splawy)). 1933 wurde er Mitglied des Präsidiums des Allrussischen Komitees für die höhere technische Bildung beim Zentralen Exekutivkomitee der UdSSR. 1939 wurde er Leiter des Lehrstuhls für Elektrometallurgie des Stahlinstituts (bis 1961) und wissenschaftlicher Mitarbeiter des Moskauer Instituts für Metallurgie der Akademie der Wissenschaften der UdSSR (AN-SSSR). 1941 wurde er Direktorstellvertreter für Bildung und Wissenschaft des Stahlinstituts. 1946 wurde er Korrespondierendes Mitglied der AN-SSSR.
1946–1951 war Samarin Ministerstellvertreter für höhere Bildung der UdSSR. 1949–1963 gehörte er zum Büro der Abteilung für technische Wissenschaften der AN-SSSR. 1951–1953 saß er der Kommission für Technikgeschichte bei der Abteilung für technische Wissenschaften der AN-SSSR vor.
1951–1955 leitete Samarin das Laboratorium für Stahlmetallurgie des Instituts für Metallurgie, dessen stellvertretender Direktor er dann 1955–1960 war. Sein Arbeitsschwerpunkt waren die Grundlagen der physikalisch-chemischen Prozesse der Stahlherstellung. 1959 wählte ihn die Akademie der Wissenschaften der DDR in Ostberlin zu ihrem Korrespondierenden und 1969 zum Auswärtigen Mitglied. Nach dem Tode des Gründungsdirektors Bardin leitete Samarin das Institut zunächst kommissarisch. 1960 wählte ihn die Ungarische Akademie der Wissenschaften zu ihrem Ehrenmitglied. 1961–1966 übernahm er Führungsaufgaben in der AN-SSSR. 1962 wählte ihn die Polnische Akademie der Wissenschaften zu ihrem Mitglied. 1966 folgte die AN-SSSR-Mitgliedschaft. 1967 wurde er Direktor des Instituts für Metallurgie.
Samarins Grabdenkmal steht auf dem Moskauer Nowodewitschi-Friedhof.

## Ehrungen
- Medaille „Für die Verteidigung Moskaus“ (1943)
- Orden des Roten Banners der Arbeit (1944, 1962)
- Medaille „Für heldenmütige Arbeit im Großen Vaterländischen Krieg 1941–1945“ (1945)
- Leninorden (1958)